# Мамалигівська сільська рада
Мамали́гівська сільська́ ра́да — адміністративно-територіальна одиниця та орган місцевого самоврядування в Новоселицькому районі Чернівецької області. Адміністративний центр — село Мамалига.

## Загальні відомості
- Населення ради: 3 730 осіб (станом на 2001 рік)

## Населені пункти
Сільській раді підпорядковані населені пункти:
- с. Мамалига
- с. Кошуляни

## Склад ради
Рада складалася з 20 депутатів та голови.
- Голова ради: Шова Аркадій Костянтинович
- Секретар ради: Шова Лілія Самойлівна

### Керівний склад попередніх скликань
| Прізвище, ім'я, по батькові | Основні відомості                                                 | Дата обрання | Дата звільнення |
| --------------------------- | ----------------------------------------------------------------- | ------------ | --------------- |
| Шова Аркадій Костянтинович  | Сільський голова, 1971 року народження, освіта вища, безпартійний | 26.03.2006   | 31.10.2010      |
| Шова Аркадій Костянтинович  | Сільський голова, 1971 року народження, освіта вища, безпартійний | 31.10.2010   |                 |

Примітка: таблиця складена за даними сайту Верховної Ради України

### Депутати
За результатами місцевих виборів 2010 року депутатами ради стали:

#### За суб'єктами висування
| Суб'єкт висування | Кількість обраних депутатів | %   |
| ----------------- | --------------------------- | --- |
| Самовисування     | 20                          | 100 |

#### За округами
| № округу | Прізвище, ім'я, по батькові     | Дата визнання обраним | Освіта             | Партійна приналежність             | Відомості про обраного депутата                          |
| -------- | ------------------------------- | --------------------- | ------------------ | ---------------------------------- | -------------------------------------------------------- |
| 1        | Думініка Олена Анатоліївна      | 01.11.2010            | вища               | позапартійна                       | тимчасово не працює                                      |
| 2        | Поржар Олег Дмитрович           | 01.11.2010            | середня            | позапартійний                      | приватний підприємець                                    |
| 3        | Кордунян Віктор Іванович        | 01.11.2010            | середня            | позапартійний                      | приватний підприємець                                    |
| 4        | Санду Валерій Миколайович       | 01.11.2010            | вища               | позапартійний                      | тимчасово не працює                                      |
| 5        | Гергележіу Андрій Павлович      | 01.11.2010            | середня            | член Партії регіонів               | тимчасово не працює                                      |
| 6        | Капрош Олександр Сергійович     | 01.11.2010            | середня            | позапартійний                      | тимчасово не працює                                      |
| 7        | Савчук Юрій Сергійович          | 01.11.2010            | середня            | позапартійний                      | приватний підприємець                                    |
| 8        | Кордунян Сергій Іванович        | 01.11.2010            | вища               | позапартійний                      | Мамалигівська сільська рада, заступник сільського голови |
| 9        | Царуш Калін Антонович           | 01.11.2010            | середня спеціальна | позапартійний                      | ВАТ «МГЗ»                                                |
| 10       | Раца Петро Євсійович            | 01.11.2010            | вища               | член Соціалістичної партії України | ДП «СМАП»                                                |
| 11       | Захарія Володимир Іванович      | 01.11.2010            | вища               | позапартійний                      | Митний пост «Мамалига»                                   |
| 12       | Житар Мірча Якович              | 01.11.2010            | середня            | позапартійний                      | ВАТ «МГЗ»                                                |
| 13       | Лознян Сергій Дмитрович         | 01.11.2010            | середня            | позапартійний                      | ВАТ «МГЗ»                                                |
| 14       | Шова Лілія Самойлівна           | 01.11.2010            | вища               | позапартійна                       | Мамалигівська сільська рада, секретар                    |
| 15       | Каштелян Григорій Віссаріонович | 01.11.2010            | вища               | позапартійний                      | ДП «СМАП», інспектор                                     |
| 16       | Каштелян Валентин Віссаріонович | 01.11.2010            | вища               | позапартійний                      | ДП «СМАП», інспектор                                     |
| 17       | Бурлака Анатолій Володимирович  | 01.11.2010            | вища               | позапартійний                      | ДП «СМАП», інспектор                                     |
| 18       | Кодіца Анатолій Михайлович      | 01.11.2010            | середня спеціальна | позапартійний                      | ВАТ «МГЗ»                                                |
| 19       | Присакар Аркадій Іванович       | 01.11.2010            | середня спеціальна | позапартійний                      | ВАТ «МГЗ»                                                |
| 20       | Пашалик Олександр Олександрович | 01.11.2010            | середня спеціальна | позапартійний                      | пенсіонер                                                |